# Daria Ursuliak
Daria Sergéevna Ursuliak (en ruso: Да́рья Серге́евна Урсуля́к; Moscú, Unión Soviética, 2 de abril de 1989) es una actriz de cine y teatro rusa.

## Biografía
Daria Ursuliak nació en Moscú el 2 de abril de 1989 en la familia formada por el director de cine Serguéi Ursuliak (nacido el 10 de junio de 1958) y la actriz Lika Nifontova (nacida el 5 de marzo de 1963). Daria tiene una media hermana (del primer matrimonio de su padre), la actriz Alexandra Ursuliak (nacida el 4 de febrero de 1983).
En 1998, cuando tenía nueve años, hizo su debut en la pantalla grande, en el drama dirigido por su padre Composición para el Día de la Victoria. Un homenaje a los soldados y oficiales soviéticos, que combatieron en la Gran Guerra Patria, donde tuvo un pequeño papel.
Entre 2006 y 2010, estudió en la Facultad de Historia y Filología de la Universidad Estatal de Humanidades de Rusia (RSUH) en Moscú.
En 2010, abandonó la universidad e ingresó y en 2014 se graduó en el Instituto de Teatro Boris Shchukin (el director artístico del curso es V.V. Ivanov). Como estudiante, hizo su debut en el papel de Mashenka en la actuación del Teatro Académico Estatal Yevgueni Vajtángov Okay Days (basada en la obra Mashenka del dramaturgo soviético Alexander Afinogenov) dirigida por Rodion Ovchinnikov. En 2014, tuvo lugar el estreno de la obra Game over de Elena Butenko-Raikina (basada en la obra Cruel Intentions), en la que Daria interpretó el papel de Nelia.
Desde el año 2013, ha actuado en el Teatro Estatal Ruso Satyricon que lleva el nombre del mayor actor soviético Arkady Raikin, donde ha participado en numerosas actuaciones, como: Romeo y Julieta (Julieta), Game over (Nelya), One-Armed from Spokane (Marilyn), La gaviota (Masha), El hombre del restaurante.
En 2014, interpretó sus primeros papeles en películas «para adultos», en dos películas dirigidas por Dmitri Konstantinov: Чудотворец (Trabajador milagroso) y Грешник (Pecador). Al año siguiente interpretó el papel de Natalia Korshunova, la esposa no amada de Grigori Melekhov, en una nueva adaptación de la novela El Don apacible de Mijaíl Shólojov, dirigida por su padre el director Serguéi Ursulyak.
Entre 2015 y 2021, estuvo casada con el actor Konstantín Beloshapka, con el que tiene una hija llamada Uliana (nacida en septiembre de 2016).

## Filmografía

### Teatro
Teatro Académico Estatal Yevgueni Vajtángov
- 2013 - "Okay Days" basado en la obra "Mashenka" del dramaturgo soviético Alexander Afinogenov (director - Rodion Ovchinnikov) - Masha, nieta de Piotr Mijáilovich Okaemov.[1][4]

Teatro Estatal Ruso Satyricon llamado así por Arkady Raikin
- 2013 - "Romeo y Julieta" de William Shakespeare (director - Konstantín Raikin) - Julieta, hija de Capuleto.[1]
- 2013 - "La gaviota" basada en la obra de Antón Chéjov (director - Yuri Butusov) - Masha, hija de Ilya Afanásievich Shamraev / Nina Mijáilovna Zarechnaya, una niña, hija de un rico terrateniente.[7]
- 2014 - "Game over" basado en la obra "Crueles intenciones" de Alexéi Arbuzov (directora - Elena Butenko-Raykina) - Nelia, que llegó a Moscú.[8]
- 2014 - "One-armed from Spokane" basado en la obra ("A Behanding in Spokane") de Martin McDonagh (director - Konstantin Raikin) - Marilin.[9]
- 2015 - "El hombre del restaurante o el camarero" basado en la historia del mismo nombre de Iván Shmeliov (director - Egor Peregudov) - Natasha, hija de Skorojodov (el hombre del restaurante).[10]
- 2016 - Princesa Yvonne - Teatro de las Naciones

### Cinema
| Año       | Título original                   | Título en español                                 | Papel                           | Notas               |
| --------- | --------------------------------- | ------------------------------------------------- | ------------------------------- | ------------------- |
| 1998      | Сочинение ко Дню Победы           | Composición para el Día de la Victoria            | Tataranieta de Sonya y Sasha    |                     |
| 2014      | Грешник                           | Pecador                                           | Yulia Nikitina, hija de Pável   |                     |
| 2014      | Неслучайная встреча               | Encuentro no aleatorio                            | Elizabeth, hermana de Margaret  |                     |
| 2014      | Чудотворец                        | Trabajador milagroso                              | Alina Volina                    |                     |
| 2015      | Тихий Дон                         | El Don apacible                                   | Natalia Korshunova              |                     |
| 2016      | Сдаётся дом со всеми неудобствами | Una casa en alquiler con todos los inconvenientes | Natalia, mujer de Boris         |                     |
| 2017      | Безопасность                      | Seguridad                                         | Vera, hija de Tsarev            |                     |
| 2018      | Солдатик                          | Soldatik (soldado)                                | Enfermera Katia                 |                     |
| 2018      | Гурзуф                            | Gurzuf                                            | Regina Morozova                 | Serie de televisión |
| 2019      | Годунов                           | Godunov                                           | Ksenia Godunova                 |                     |
| 2019-2021 | Дылды                             | Dyldy                                             | Irina Shevchenko                | Serie de televisión |
|           | Формула мести                     | Fórmula de venganza                               | Aglaya                          |                     |
| 2020      | Мир! Дружба! Жвачка!              | ¡Paz! ¡Amistad! ¡Goma!                            | Tania                           | Serie de televisión |
| 2020      | Закрытый сезон                    | Temporada de veda                                 | Katia                           |                     |
| 2021      | Кто-нибудь видел мою девчонку?    | ¿Alguien ha visto a mi chica?                     | Katia                           |                     |
| 2021      | Немцы                             | Alemanes                                          | Uliana Lenina                   | Serie de televisión |
| 2021      | Подольские курсанты               | La última frontera                                | Lisa Alioshkina                 |                     |
| 2021      | Ваша честь                        | Su señoría                                        | Dina Minaeva                    | Serie de televisión |
| 2021      | Знахарь. Одержимость              | Médico brujo. Obsesión                            | Natalia                         |                     |
| 2021      | Бег улиток                        | Carrera de caracoles                              | Marina Samoilova                |                     |
| 2022      | Никто не узнает                   | Nadie lo sabrá                                    | Olga                            |                     |
| 2022      | Дылды-3                           | Dyldy-3                                           | Irina Konstantinovna Shevchenko |                     |
| 2022      | Художник                          | Artista                                           | Svetlana Akimova, bibliotecaria |                     |